# Magyaralmás
Magyaralmás es un pueblo húngaro perteneciente al distrito de Mór, condado de Fejér.

## Superficie
Cuenta con una superficie de 22,42 km².

## Demografía
Hasta 2024 la población era de 1642 habitantes, con una densidad de población de 73,23 hab/km².
| Gráfica de evolución demográfica de Magyaralmás entre 2020 y 2024 |
|                                                                   |
| Datos según la Oficina Central de Estadística de Hungría.         |